# 越南婦女博物館
越南婦女博物館（越南语：／）座落在越南河內还剑湖邊，是一個專門為越南婦女建立的博物馆，成立於1987年，但自1995年起才向公众开放。
除了固定的永久性展览，博物馆还举办了很多關於社会人类学的专题展览，反映了当代社会的发展和变化，尤其是处于边缘地位、容易受到伤害的妇女和儿童。

## 历史
越南妇女博物馆成立于1987年，直屬於越南妇女联盟——一個負責研究、储存、展示有关越南妇女的历史和文化遗产的組織。
自1995年開放以來，越南婦女博物館已经成功地展览成千上万的文物。現在館內保存有25000多項文物。

## 外部連結
- 官方网站